# Titus Flavius Iulius
Titus Flavius Iulius war ein im 3. Jahrhundert n. Chr. lebender Angehöriger der römischen Armee.
Durch zwei Weihinschriften, die beim Municipium Montanensium gefunden wurden, ist belegt, dass Iulius Centurio der Legio I Italica war. Aus den beiden Inschriften geht darüber hinaus hervor, dass er Praepositus des Numerus Civium Romanorum war. Beide Einheiten waren zu diesem Zeitpunkt in der Provinz Moesia inferior stationiert.
Die Inschriften werden bei der EDCS auf 201/250 (bzw. 201/300) datiert. Florian Matei-Popescu datiert sie auf einen Zeitraum um 250. Marcus Reuter datiert die erste Inschrift auf 201/250.